# Подорожник Крашенинникова
Подорожник Крашенинникова (лат. Plantago krascheninnikovii) — вид растений рода Подорожник (Plantago) семейства Подорожниковые (Plantaginaceae).
Вид назван в честь советского ботаника Ипполита Михайловича Крашенинникова.

## Ботаническое описание
Стержнекорневое, бесстебельное, розеточное, зимнезелёное, густо коротко опушённое, многолетнее, поликарпическое, травянистое растение, (5) 8—15 см высотой, с толстым многоглавым каудексом. Листья линейные или линейно-ланцетные, тупые, суженные к основанию, густо опушённые короткими мягкими волосками, 5-10 см длиной (по длине равные цветоносам (стрелкам) до цветения), (1) 3—4 мм шириной, собраны в прикорневую, расставленную розетку.
Цветки собраны в многочисленные, от 3 до 14, соцветия — (коротко)цилиндрические, рыхловатые колосы, 2—6 см длиной. Чашечка травянистая, равна трубке венчика; чашелистики яйцевидные, голые, цельнокрайние. Венчик перепончатый, голый, с узкой цилиндрической трубкой, около 1,5 мм длиной, и 4-лопастным отгибом: лопасти яйцевидные, цельнокрайние, равные трубке, в стороны и несколько книзу отогнутые. Тычинок 4, тычиночные нити в 3 раза длиннее трубки венчика, пыльники розовые или розовато-белые. Плод — кожистая или перепончатая коробочка, раскрывающаяся кольцеобразной трещиной. Цветение в мае—июне, плодоношение в августе.

## Распространение
Эндемик степей Южного Урала. Известно 8 местонахождений вида в России: в Башкортостане (окрестности дер. Юлбарсово — место первоописания вида), Оренбургской (Айтуарская степь; у с. Павловка близ г. Оренбурга; на горе Тумба к западу от с. Васильевка Беляевского района; окрестности с. Новокиевка Гайского района) и Челябинской (у пос. Рымникский, Бреды и Новинка) областях.

## Охрана
Включён в красные книги Республики Башкортостан, Оренбургской (охраняется в Оренбургском заповеднике на участке «Айтуарская степь») и Челябинской областей.